# Footloose (1984)
Footloose (engl.: Ungebunden) ist ein US-amerikanischer Tanzfilm von Regisseur Herbert Ross aus dem Jahr 1984.

## Handlung
Ren McCormack und seine Mutter Ethel ziehen aus Chicago in die ländlich gelegene Kleinstadt Bomont in Utah, um bei Verwandten zu leben. Beim Besuch der Kirche lernen sie Reverend Shaw Moore, seine Frau Vi und ihre Tochter Ariel kennen. Von seinem Mitschüler Willard erfährt Ren bald mehr über die Familie Shaw und die Eigenheiten der Kleinstadt: der Reverend verlor vor einigen Jahren seinen Sohn bei einem Autounfall und glaubt, dass Rockmusik sowie der angeblich zwangsweise damit einhergehende Drogen- und Alkoholmissbrauch an dem tödlichen Unfall schuld waren. Vom Reverend angeführt, der in dem christlich geprägten Dorf großen Einfluss hat, erließ der Stadtrat daraufhin viele Verbote. So wurden unter anderem Rockmusik, Alkohol und Tanzen verboten.
Weil der Großstadt-Teenager Ren vom Tanzen sowie lauter Rock- und Popmusik begeistert ist, gerät er schnell in Konflikt mit den konservativen Einwohnern der Stadt. Er hält die Verbote für unsinnig und will sich mit der Situation nicht abfinden. Auch Ariel ärgert die strenge Haltung ihres Vaters und sie hofft insgeheim, nach dem Schulabschluss die Provinz verlassen zu können. Sie verhält sich rebellisch und setzt sich dabei, offenbar als Reaktion auf die überaus protektive Erziehung ihres Vaters, mehrmals bewusst lebensgefährlichen Situationen aus. 
Schon bald verliebt sich Ren in Ariel und verärgert damit ihren Freund Chuck Cranston, der ihn zu einem Feiglingsspiel mit Traktoren herausfordert. Ren gewinnt das Duell, vor allem da er sich mit seinem Schnürsenkel verhängt und nicht vorzeitig abspringen kann. In der Folgezeit freunden sich Ren und Ariel an, sehr zum Ärger ihres Vaters, des Reverends, der Ariel verbietet, den angeblich schlechten Großstadtjungen zu treffen. Doch Ren fährt heimlich mit Willard, Ariel und deren Freundin Rusty in eine Bar jenseits der Ortsgrenze, um tanzen zu gehen. Als der eifersüchtige Chuck wenig später Ariel körperlich angreift, hilft Ren ihr. Die beiden kommen daraufhin zusammen.
Ren beschließt, gegen die Verordnung zum Verbot von Tanz und Rockmusik vorzugehen, damit die Highschool einen Abschlussball veranstalten kann. Auch bringt er dem unerfahrenen Willard das Tanzen bei. Sein Engagement bringt Ren einigen Ärger mit Dorfbewohnern ein und ein Stein mit den Worten Burn in Hell wird durch sein Fenster geworfen. Während seine Mutter zu ihm steht, kritisiert sein Onkel ihn. Mit Ariels Hilfe tritt Ren vor den Stadtrat, um sich für die Aufhebung des Tanzverbots einzusetzen. Er liest mehrere Bibelverse vor und verweist auf die biblische Bedeutung des Tanzens als eine Möglichkeit, sich zu freuen, sich zu bewegen und zu feiern. Obwohl Reverend Moore und viele Zuhörer gerührt sind, stimmt der Stadtrat wie erwartet gegen Rens Vorschlag.
Der Reverend wird durch die Auseinandersetzungen mit seiner Tochter Ariel und die zunehmende Kritik seiner Ehefrau in seiner Position verunsichert. Er merkt, dass die Verbote zu weit gehen, als einige Einwohner Klassiker der Literatur als „Schund“ verbrennen wollen, was er gerade noch verhindern kann. Unterdessen erhält Ren von dem freundlich gesinnten Mühlenbesitzers Andy Beamis das Angebot, seine Getreidemühle knapp jenseits der Ortsgrenze nutzen zu können. So kann Ren einen Abschlussball für die Schüler der Highschool („Prom“) organisieren. Als dies bekannt wird, erklärt Reverend Moore in der Sonntagspredigt seiner Gemeinde, sie müssten den Jugendlichen vertrauen, denn nur dadurch könne Vertrauen geschaffen werden. Sowohl Mrs. Moore als auch Ariel freuen sich, dass der Reverend seine Haltung gemildert hat. Ren schafft es sogar, Reverend Moore davon zu überzeugen, dass er dessen Tochter Ariel ihn zum Ball begleiten darf.
In der Ballnacht kommen Chuck und seine Freunde an und attackieren Willard; Ren kommt rechtzeitig, um die Situation auszugleichen und schlägt Chuck nieder. Ren, Ariel, Willard und Rusty nehmen wieder an der Party teil und tanzen fröhlich.

## Hintergrund
Die Geschichte basiert teilweise auf wahren Begebenheiten: In Elmore City, einer Kleinstadt in Oklahoma, herrschte seit dem Jahr 1898 ein Tanzverbot. 1980 stellte die Jugend der Stadt das Verbot in Frage und beantragte die Ausrichtung einer Tanzveranstaltung. Als diese nach intensiver öffentlicher Diskussion genehmigt wurde, fand dies landesweit und auch international Aufmerksamkeit in den Medien.
Michael Cimino war zunächst als Regisseur von Footloose angesetzt, der den Film zu einer Art Musicalversion von Früchte des Zorns machen wollte. Da Cimino allerdings – nur drei Jahre nach seinem legendären Flop mit Heaven’s Gate – ein deutlich hohes Budget anforderte, wurde er schließlich durch Herbert Ross ersetzt. Gedreht wurde der Film überwiegend in Utah, insbesondere in der Kleinstadt Payson mit ihrer Highschool.
Kevin Bacon erhielt die Rolle erst, nachdem Tom Cruise und Rob Lowe verhindert waren. Regisseur Ross war auf Bacon durch seine Leistung in American Diner gestoßen. Sarah Jessica Parker hatte im Film eine ihrer ersten Spielfilmrollen und wurde 1985 für ihre Rolle als Ariels Freundin Rusty für den Filmpreis Young Artist Award nominiert im Bereich Best Young Supporting Actress in a Motion Picture Musical, Comedy, Adventure or Drama (übersetzt: Beste junge Nebendarstellerin in einem Musical, einer Komödie, einem Abenteuer oder Drama).

## Soundtrack
Der Soundtrack zum Film war sehr erfolgreich, das von Kenny Loggins gesungene Titellied Footloose wurde zu einem internationalen Hit.

## Synchronisation
| Rolle               | Darsteller           | Sprecher        |
| ------------------- | -------------------- | --------------- |
| Ren McCormack       | Kevin Bacon          | Torsten Sense   |
| Ariel Moore         | Lori Singer          | Maud Ackermann  |
| Reverend Shaw Moore | John Lithgow         | Peter Aust      |
| Vi Moore            | Dianne Wiest         | Barbara Adolph  |
| Willard Hewitt      | Chris Penn           | Oliver Rohrbeck |
| Rusty               | Sarah Jessica Parker | Melanie Pukaß   |
| Ethel McCormack     | Frances Lee McCain   | Gisela Fritsch  |

## Rezeption

### Publikumserfolg und Kritiken
Alleine in den USA spielte der Film über 80 Millionen US-Dollar ein, was ihm bei dem Budget von knapp über acht Millionen US-Dollar zu einem Hit machte. Dennoch erhielt der Film insgesamt nur gemischte Kritiken.
Roger Ebert kritisierte in der Chicago Sun-Times vom 1. Januar 1984, der Film versuche gleichzeitig, die Konfliktsituation in einer Kleinstadt darzustellen, einige Charaktere der Teenager zu zeigen und ein Musikvideo zu sein. Alle drei Sachen würde er „schlecht“ machen. Dave Kehr vom Chicago Reader sah den Film hingegen als „seltsame, aber relativ effektive Mischung von Rockmusik und didaktischem Melodram“. Zwar seien einige Dialoge abgedroschen, aber die „exzellente Besetzung“ helfe. Auch die Tanzszenen von Footloose seien gelungen, wenngleich sie noch Stil und Überschwang wie beim klassischen Musicalfilme vertragen hätten. Footloose sei qualitativ weit über dem vergleichbaren Film Flashdance, so Kehr.
Das Lexikon des internationalen Films meinte: „Tanz- und Musikfilm für Jugendliche, der ohne den rebellischen Gestus des Rock'n'Roll sein Thema, die persönliche Verantwortung des einzelnen, an eine hausbackene, schlecht montierte und anspruchslose Breakdance-Reklamestory verschenkt.“

### Auszeichnungen
Kenny Loggins (Musik) und Dean Pitchford (Text) waren im Jahr 1985 für zwei Oscars nominiert, in den Kategorien Best Music und Original Song (für den Titelsong Footloose), außerdem erhielten sie eine Nominierung bei den Golden Globes.
Der Soundtrack für Footloose wurde im selben Jahr für einen Grammy nominiert in der Kategorie Best Album of Instrumental Score. Die Deutsche Film- und Medienbewertung (FBW) verlieh dem Film das Prädikat „wertvoll“.

### In der Popkultur
Im Film Guardians of the Galaxy aus dem Jahr 2014 erzählt der von der Erde stammende Protagonist Peter Quill seiner Bekanntschaft Gamora von einer Legende seines Planeten. Der Name der Legende sei Footloose und darin befände sich ein großartiger Held namens Kevin Bacon. Im späteren Verlauf des Films sagt Gamora nach einem Kampf, dass sie (das Team) so „Kevin Bacon“ seien. Im Film Avengers: Infinity War trifft Peter auf Spider-Man und fragt ihn, ob Footloose immer noch der beste Film aller Zeiten sei. Spider-Man antwortet, dass er das nie gewesen sei. Im Guardians of the Galaxy Holiday Special (2022) entführen Drax und Mantis schließlich Kevin Bacon als Weihnachtsgeschenk für Peter, da sie ihn für einen echten Helden halten, wobei auch hier wieder auf „Footloose“ verwiesen wird.

### Neuverfilmung
Am 20. Oktober 2011 kam eine Neuverfilmung des Stoffes in die deutschen Kinos. Die Rolle des Ren MacCormick wird dabei von Kenny Wormald übernommen, Reverend Moore wird von Dennis Quaid gespielt. Die Regie übernahm Craig Brewer.